# Vallenato
Vallenato is een muziekgenre uit Colombia. Oorspronkelijk was een Vallenato een inwoner uit "El Valle". De vallenato zou ontstaan zijn in de stad die naar El Valle genoemd is, Valledupar (afgeleid van "Valle de Upar"), aan de Atlantische kust van Colombia.
Veel gelijkaardige folkloristische en ook moderne ritmes, die het accordeon gebruiken, worden vallenato genoemd. Volgens de traditie echter zijn er 4 officiële basisritmes; de paseo, de merengue, de puya en de son.
Dit traditionele Colombiaanse muziekgenre onderging verschillende invloeden: Spaanse, Afrikaanse en inheemse en is een uitvloeisel van de complexe mengeling van het alledaagse Colombia. Het is de muziek van Colombia bij uitstek. De tiendemaat is typisch Spaans, de trommel Afrikaans, het accordeon Europees en de inbreng van de "guacharaca" is inheems.

## Volksmuziek en artiesten
De muziek is typische volksmuziek in Colombia. De thema's waarover klagend gezongen wordt, zijn vaak de liefde en andere populaire volksthema's. 
Bekende vallenato-artiesten zijn Diomedes Díaz, Rafael Orozco Maestre, Jesús Manuel Estrada, Silvestre Dangond, Jorge Celedón, Peter Manjarrés en Los K Morales. De populaire Colombiaanse zanger Carlos Vives mixt traditionele vallenato met rock.